# ليزلي سميث (مقاتلة)
ليزلي سميث (بالإنجليزية: Leslie Smith) هي فنانة الدفاع عن النفس أمريكية، ولدت في 17 أغسطس 1982.

## وصلات خارجية
- ليزلي سميث على موقع يو إف سي (الإنجليزية)
- ليزلي سميث على موقع بيلاتور (الإنجليزية)
- ليزلي سميث على موقع شيردوغ (الإنجليزية)
- ليزلي سميث على موقع Tapology.com (الإنجليزية)
- ليزلي سميث على موقع IMDb (الإنجليزية)
- ليزلي سميث على موقع قاعدة بيانات الفيلم (الإنجليزية)